# Basilique-cathédrale Notre-Dame-de-la-Altagracia d'Higüey
La basilique-cathédrale Notre-Dame-de-la-Altagracia est une église située à Higüey en République dominicaine, que l’Église catholique fait cathédrale du diocèse de Nuestra Señora de la Altagracia en Higüey depuis le 15 août 1973,. Le pape Paul VI lui donne l’année de son inauguration le statut de basilique mineure, le 17 octobre 1971,, et la Conférence de l’épiscopat dominicain la considère sanctuaire national. Elle tient son nom de la peinture Notre-Dame de la Altagracia.

## Historique
Le sanctuaire est inauguré le 21 janvier 1971 par le président de République dominicaine, Joaquín Balaguer. Le pape François envoie une rose d'or au sanctuaire le 15 août 2022.